# Кьян, Тётоку
Тётоку Кьян (яп. 喜屋武 朝徳; декабрь 1870, Сюри, Рюкю – 20 сентября 1945) - мастер окинавского каратэ, известный как своими достижениями в области каратэ так и своим образом жизни. Он оказал огромное влияние на стили каратэ, которые сформировали стилевое направление Сёрин-рю.

## Ранние годы
Тётоку Кьян был третьим сыном Тёфу Кьяна - камергера последнего короля Окинавы до ее аннексии Японией в 1879 году и превращения ее в префектуру Окинава.
Известно, что Кьян был маленького роста, страдал астмой и часто был прикован к постели. У него также было плохое зрение, из-за чего он постоянно щурился и получил прозвище Тян-ми-гва (Кьян  с маленькими глазами).

## Вклад в каратэ
Возможно, отец Кьяна тоже занимался каратэ и даже давал уроки Кьяну окинавской борьбы тэгуми. 
Начиная с 16 лет, Кьян занимался два года у известного мастера каратэ Сокона Мацумуры. После этого вместе с отцом, который последовал в ссылку за королем Окинавы, он переехал в Токио, где прожил 9 лет и входил в ближний круг ссыльного короля. По другим источникам, он вместе с отцом переехал в Токио в возрасте 12 лет и оставался в столице Японии до 16 лет.
После возвращения домой, возможно в возрасте 20 лет, он начал изучать стиль каратэ Томари-тэ у мастеров Косаку Мацумора и Кокан Оядомари, живших в деревне Томари. Из-за разночтений в источниках по поводу его возраста во время переезда из Токио на Окинаву, нет возможности точно установить, сколько времени он занимался у этих мастеров. 
Когда ему исполнилось 30 лет, он уже считался мастером таких стилей каратэ как Сюри-тэ и Томари-тэ. В 1930 году Кьян вместе с другим мастерами каратэ посетил Тайвань (в те времена о. Формоза был частью Японской империи), где демонстрировал каратэ перед местными мастерами боевых искусств и вступал с ними поединки. С Тайваня Кьян привез ката Ананку, которое стало отличительной чертой всех школ, берущих начало от его стиля.
Кьян Тётоку принимал участие в знаменитом собрании окинавских мастеров каратэ в 1936 году, на котором было решено записывать слово "каратэ" иероглифами 空手 вместо прежних 唐手, а также были важные приняты решения в отношении развития окинавских боевых искусств.
Тётоку Кьян пережил битву за Окинаву 1945 года, был эвакуирован в город Исикава, однако вскоре умер в сентябре того же года от недоедания и переутомления в возрасте 76 лет.

## Ученики
Дольше всего у Кьяна Тётоку занимались двое учеников: Тацуо Симабуку и Дзенрё Симабукуро, каждый из которых был его учеником на протяжении 10 лет. Кьян также известен тем, что поощрял своих учеников посещать бордели и употреблять алкоголь в любое время. Тётоку Кьян воспитал множество учеников, многие из которых стали сами мастерами и основали свои стили каратэ: 
- Анкити Аракаки,
- Таро Симабуку,
- Сёсин Нагаминэ (стиль Мацубаяси-рю),
- Дзёэн Накадзато (стиль Сёриндзи-рю),
- Дзенрё Симабукуро (стиль Тюбу/Сэйбукан Сёрин-рю),
- Тацуо Симабуку (стиль Иссин-рю),
- Эйдзо Симабуку (стиль Сёрин-рю),
- Цуеси Титозе (стиль Тито-рю).

Во всех этих стилях практикуются в той или иной вариации главные ката школы Тётоку Кьяна: Сэйсан, Найфанти, Годзюсихо, Кусянку, Бассай, Вансю, Тинто и Ананку.